# Accidente del Gulfstream IV de Katanga Express
El 12 de febrero de 2012, un reactor ejecutivo Gulfstream IV de Katanga Express se estrelló en una plantación a unos veinte metros del aeropuerto Kavumu mientras intentaba aterrizar. Tanto los pilotos como dos pasajeros murieron en el accidente. Dos agricultores murieron tras ser atropellados por el jet.
Los pasajeros que murieron fueron identificados como el exgobernador de Katanga, Katumba Mwanke y Oscar Gema di Mageko, diputado nacional del distrito de Lukunga. Este último murió a causa de sus heridas el 27 de febrero.
El ministro de Finanzas, Matata Ponyo, y el gobernador de Kivu del Sur, Marcelin Cishambo, resultaron gravemente heridos en este accidente. También estaba a bordo Antoine Ghonda, embajador del presidente Kabila y exministro de Relaciones Exteriores de la República Democrática del Congo.

## Aeronave

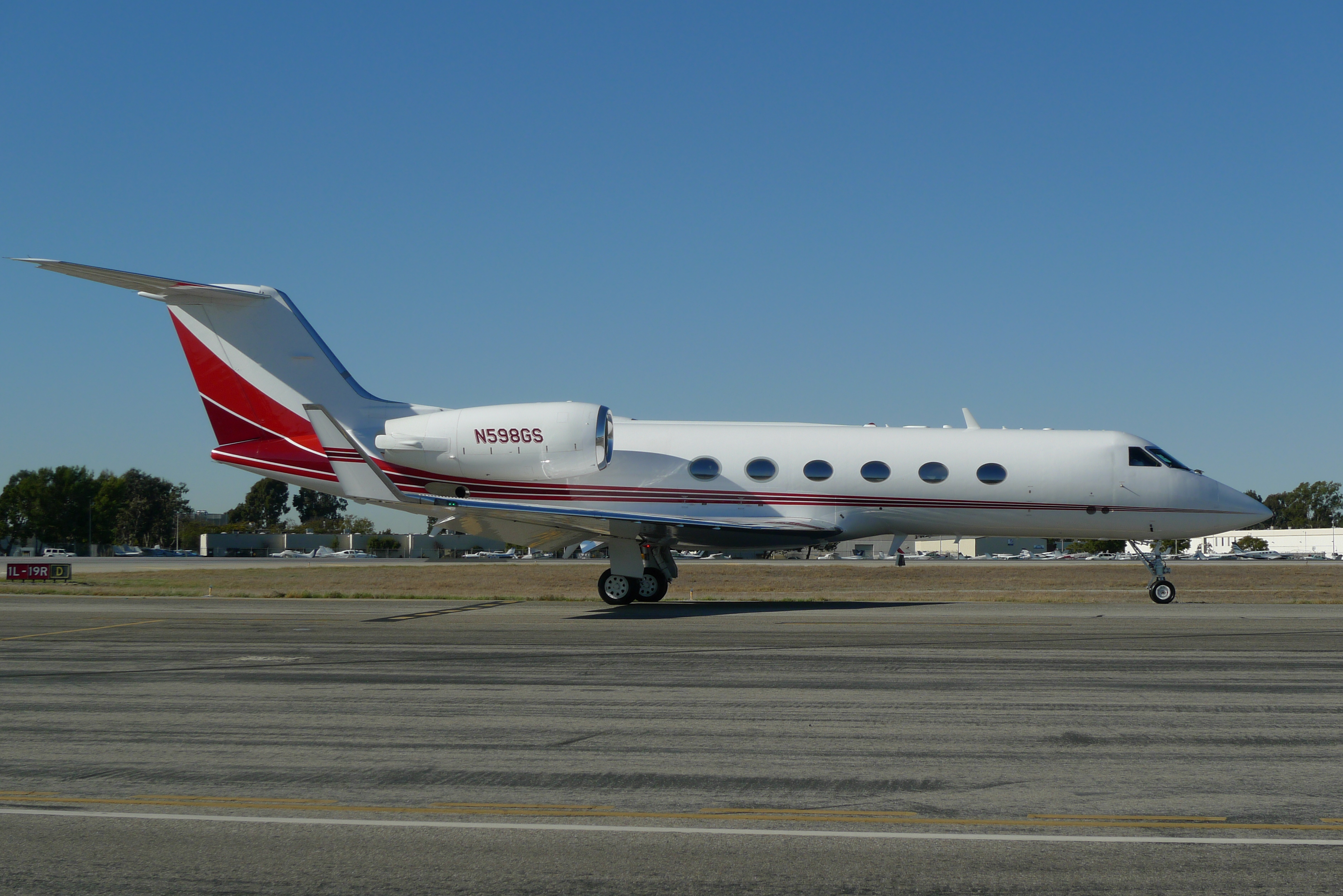
Un Gulfstream idéntico al involucrado.

Como se mencionó en principio, el aparato involucrado era un Gulfstream IV, familia de birreactores para uso privado o comercial desarrollada en el 1985. El accidentado fue construido y entregado a una empresa denominada DWC & BV (Trustee) en febrero de 1990 con la matrícula N600ML. Un mes después fue dado a otra compañía y fue matriculado N700GD, prefijo con el cual permaneció hasta 2004 usado por otras tres aerolíneas. Luego de un año, se registró como N2SA (matrícula con la que continuó hasta el día del desastre). A lo largo de su vida en operación, el avión fue utilizado por 10 compañías distintas. La última que lo operó, Trident Airlines LLC, lo adquirió aproximadamente un año antes del siniestro. Sin embargo, ésta se lo había alquilado a Katanga Express, compañía que realizaba vuelos chárter y su centro de operaciones era el Aeropuerto de Lubumbashi.

## Eventos
El vuelo privado nacional partió de Kinsasa con una escala intermedia en Goma para abordar a otros pasajeros y repostar. En total llevaba 12 personas a bordo, 2 tripulantes y 10 pasajeros. Llegando a su destino, Bukavu, el avión aterrizó unos 1 200 metros por la pista de 2 000 m de largo, por lo que posteriormente no logró detenerse en la pista. Continuó más allá del final de la pista, cayó por un terraplén y se detuvo en un barranco. Se partió en dos. No hubo fuego. De las 12 personas a bordo, hubo cuatro muertos, entre ellos el piloto, el copiloto y dos pasajeros, los cuales fueron identificados como el exgobernador de Katanga, Katumba Mwanke y Oscar Gema di Mageko, diputado nacional del distrito de Lukunga. Este último murió a causa de sus heridas un par de semanas después. Dos agricultores que se hallaban en el suelo fueron arrollados por el avión y fallecieron al instante.
Las fotos del accidente muestran los flaps abajo y los inversores de empuje en ambos motores activados.

## Investigación
Tras el accidente, el gobierno de la República Democrática del Congo decidió suspender la licencia de Katanga Express. Esto se produjo mientras equipos de la República Democrática del Congo y América investigaban la causa del accidente.

### Causa probable
Se determinó que la tripulación no estaba concentrada en el procedimiento de aterrizaje durante la aproximación, lo que provocó que la aeronave estuviera muy por encima del planeo. En tales condiciones, la aeronave aterrizó 1.200 metros más allá del umbral de la pista (la pista tiene 2.000 metros de largo). Después del aterrizaje, la tripulación activó los sistemas de empuje inverso en ambos motores, pero no se utilizaron los spoilers. Con una distancia de aterrizaje de unos 800 metros, la aeronave no pudo detenerse de manera segura y la tripulación no pudo iniciar un procedimiento de "go-around" o motor y al aire.